# ترانه‌های داغ رپ
ترانه‌های داغ رپ (انگلیسی: Hot Rap Songs)، که سابقاً با نام‌ها قطعات داغ رپ (انگلیسی: Hot Rap Tracks) و تک‌آهنگ‌های داغ رپ (انگلیسی: Hot Rap Singles) شناخته می‌شد، یک جدول موسیقی است که هر هفته توسط مجلهٔ بیلبورد در ایالات متحده منتشر می‌شود. این جدول، ۲۵ ترانهٔ محبوب هیپ هاپ/رپ را فهرست می‌کند که رتبهٔ آن‌ها به صورت هفتگی بر پایهٔ میزان ایرپلی در ایستگاه‌های رادیویی ریتمیک و اربن و همچنین فروش در بازارهای متمرکز بر سبک هیپ هاپ یا بازرهای انحصاری محاسبه می‌شود. داده‌های پخش جاری و دانلودهای دیجیتال در سال ۲۰۱۲ به شیوه‌های تعیین رتبه‌بندی این جدول اضافه شد. رتبه‌بندی در این جدول از سال ۱۹۸۹ تا ۲۰۰۱ مبتنی بر میزان فروش هر تک‌آهنگ در یک هفتهٔ خاص بود. ترانه‌ای که بیشترین هفته‌ها را در رتبهٔ اول قرار داشته‌است، ترانهٔ «جاده شهرک قدیمی» است که در مجموع برای ۲۰ هفته در این جایگاه حضور داشته‌است.

## آمارهای جدول و سایر فاکتورها

### هنرمندان دارای بیشترین تک‌آهنگ‌های شماره یک
| تعداد | هنرمند      | منبع   |
| ----- | ----------- | ------ |
| ۲۵    | دریک        |        |
| ۱۱    | لیل وین     | [ ۴ ]  |
| ۱۰    | پاف ددی     | [ ۵ ]  |
| ۱۰    | کانیه وست   | [ ۶ ]  |
| ۸     | ال‌ال کول جی | [ ۷ ]  |
| ۸     | نیکی میناژ  | [ ۸ ]  |
| ۷     | فیفتی سنت   | [ ۹ ]  |
| ۷     | تی.آی.      | [ ۱۰ ] |
| ۶     | کاردی بی    | [ ۱۱ ] |
| ۶     | آیس کیوب    | [ ۱۲ ] |
| ۶     | نلی         | [ ۱۳ ] |
| ۵     | امینم       | [ ۱۴ ] |
| ۵     | ریانا       | [ ۱۵ ] |
| ۴     | چاب راک     | [ ۱۶ ] |
| ۴     | ام‌سی لایت   | [ ۱۷ ] |
| ۴     | پابلیک انمی | [ ۱۸ ] |
| ۴     | پست مالون   | [ ۱۹ ] |
| ۴     | تی-پین      | [ ۲۰ ] |
| ۴     | لوداکریس    | [ ۲۱ ] |
| ۴     | کریس براون  | [ ۲۲ ] |
| ۴     | اسنوپ داگ   | [ ۲۳ ] |

نکته: ریانا در تمام تک‌آهنگ‌های شماره یک خود، یک هنرمند همراه بوده‌است.

### هنرمندان دارای بیشترین هفته‌های متوالی در جایگاه نخست
- ۲۵ هفته – لیل وین («آب‌نبات‌چوبی»، «آ میلی»)
- ۲۰ هفته – دریک («من اول هستم»، «سرفصل‌ها»)؛ تی-پین («زندگی خوب»، «کم»)؛ تی.آی. («هرچه دوست داری»، «زندگیت خودت را بکن»)
- ۱۹ هفته – فیفتی سنت («آب‌نبات‌فروشی»، «از آن متنفر باش یا دوستش داشته باش»، «فقط یکم»)؛ لیل ناز اکس («جاده شهرک قدیمی»)

نکته: نمودار فوق فقط آهنگ‌هایی را در نظر می‌گیرد که در سال ۲۰۰۴ یا بعد از آن در جدول قرار گرفته‌اند.

### هنرمندانی که به‌طور همزمان سه جایگاه اول را کسب کرده‌اند
- فیفتی سنت: ۲ آوریل ۲۰۰۵[۲۴][۲۵]

1. «آب‌نبات‌فروشی» (به‌همراه اولیویا) (جایگاه اول، ۲ آوریل ۲۰۰۵)
2. «از آن متنفر باش یا دوستش داشته باش» (به‌همراه گیم) (جایگاه دوم، ۲ آوریل ۲۰۰۵)
3. «روش ما» (به‌همراه گیم) (جایگاه سوم، ۲ آوریل ۲۰۰۵)

- دریک: ۸ اکتبر ۲۰۱۱ تا ۲۲ اکتبر ۲۰۱۱[۲۴][۲۶][۲۷]

1. «من اول هستم» (به‌همراه دی‌جی خالد، ریک راس و لیل وین) (جایگاه اول، ۸ اکتبر، جایگاه دوم، ۱۵ اکتبر، و جایگاه سوم، ۲۲ اکتبر ۲۰۱۱)
2. «سرفصل‌ها» (جایگاه دوم، ۸ اکتبر، و جایگاه اول، ۱۵ اکتبر و ۲۲ اکتبر ۲۰۱۱)
3. «او می‌تواند» (به‌همراه لیل وین) (جایگاه سوم، ۸ اکتبر و ۱۵ اکتبر، و جایگاه دوم، ۲۲ اکتبر ۲۰۱۱)

### ترانه‌ها با بیشترین هفته در جایگاه نخست
| هفته‌ها | ترانه                        | هنرمند                                                    | سال(ها)   | منبع   |
| ------ | ---------------------------- | --------------------------------------------------------- | --------- | ------ |
| ۲۰     | «جاده شهرک قدیمی»            | لیل ناز اکس به‌همراه بیلی ری سایرس                         | ۲۰۱۹      | [ ۳ ]  |
| ۱۹     | «عزیز صنعت»                  | لیل ناز اکس به‌همراه جک هارلو                              | ۲۰۲۱–۲۲   | [ ۲۸ ] |
| ۱۸     | «پسران جذاب»                 | میسی «میسدمینور» الیوت به‌همراه لیل مو، ناز، ایو و کیو-تیپ | ۱۹۹۹–۲۰۰۰ | [ ۲۹ ] |
| ۱۸     | «آب‌نبات‌چوبی»                 | لیل وین به‌همراه استاتیک میژور                             | ۲۰۰۸      | [ ۲۹ ] |
| ۱۸     | «خواستنی»                    | ایگی آزیلیا به‌همراه چارلی ایکس‌سی‌ایکس                      | ۲۰۱۴      | [ ۲۹ ] |
| ۱۸     | «هاتلاین بلینگ»              | دریک                                                      | ۲۰۱۵–۱۶   | [ ۲۹ ] |
| ۱۷     | «حوصله»                      | ۲۴کی گلدن به‌همراه ایان دیور                               | ۲۰۲۰–۲۱   | [ ۳۰ ] |
| ۱۵     | «بهترینی که تا به حال داشتم» | دریک                                                      | ۲۰۰۹      | [ ۲۹ ] |
| ۱۵     | «بازارچه خیریه»              | مکلمور و رایان لوئیس به‌همراه وانز                         | ۲۰۱۳      | [ ۲۹ ] |
| ۱۵     | «چوب»                        | پیت‌بول به‌همراه کشا                                        | ۲۰۱۴      | [ ۲۹ ] |
| ۱۵     | «دوباره می‌بینمت»             | ویز خلیفه به‌همراه چارلی پوث                               | ۲۰۱۵      | [ ۲۹ ] |
| ۱۵     | «راک‌استار»                   | پست مالون به‌همراه ۲۱ سویج                                 | ۲۰۱۷      | [ ۳۱ ] |
| ۱۴     | «فلاوا این یا ایر»           | کریگ مک                                                   | ۱۹۹۴      | [ ۲۹ ] |
| ۱۴     | «شعار»                       | دریک به‌همراه لیل وین                                      | ۲۰۱۲      | [ ۲۹ ] |
| ۱۴     | «نم‌یتواند ما را نگه دارد»    | مکلمور و رایان لوئیس به‌همراه ری دالتون                    | ۲۰۱۳      | [ ۲۹ ] |